# Zemský okres Schwandorf
Zemský okres Schwandorf (německy Landkreis Schwandorf) je okresem v bavorském vládním obvodě Horní Falc. Jeho centrem je město Schwandorf. Sousedí s Českou republikou.

## Geografie

### Poloha
Okres Schwandorf leží na rozhraní čtyř přírodních oblastí. Sever a východ patří do přírodního parku Hornofalckého lesa, kde nalezneme nejvyšší nadmořskou výšku v okrese Weingartnerfels (896 metrů nad mořem). Jih je součástí  Falcké hornatiny. Na jihovýchodě zasahuje do okresu část podhůří Bavorského lesa, na jihozápadě se zvedá podhůří střední Franské Alby a horní Falcké Jury. Nába (levý přítok Dunaje) protéká okresem ze severu na jih v délce asi 40 km. Východ od městyse Schwarzenfeldu odvodňuje řeka Švarcava tekoucí na západ. Jihovýchodní cíp okresu zasahuje povodí Řezné.

## Města a obce
| Města | Obce |
| --- | --- |
| 1. Burglengenfeld 2. Maxhütte-Haidhof 3. Nabburg 4. Neunburg vorm Wald 5. Nittenau 6. Oberviechtach 7. Pfreimd 8. Schönsee 9. Schwandorf 10. Teublitz Obce s tržním právem (Markt) 1. Bruck in der Oberpfalz 2. Neukirchen-Balbini 3. Schwarzenfeld 4. Schwarzhofen 5. Wernberg-Köblitz 6. Winklarn | 1. Altendorf 2. Bodenwöhr 3. Dieterskirchen 4. Fensterbach 5. Gleiritsch 6. Guteneck 7. Niedermurach 8. Schmidgaden 9. Schwarzach b.Nabburg 10. Stadlern 11. Steinberg am See 12. Stulln 13. Teunz 14. Thanstein 15. Trausnitz 16. Wackersdorf 17. Weiding |

## Sousední okresy
Okres hraničí s těmito okresy od severu: Neustadt an der Waldnaab, za českými hranicemi s Plzeňským krajem, dále Cham, Řezno, Neumarkt in der Oberpfalz a Amberg-Sulzbach. 
| Růžice kompasu |                           | Neustadt an der Waldnaab | Plzeňský kraj | Růžice kompasu |
| Růžice kompasu | Amberg-Sulzbach           | Sever                    | Cham          | Růžice kompasu |
| Růžice kompasu | Amberg-Sulzbach           | Zemský okres Schwandorf  | Cham          | Růžice kompasu |
| Růžice kompasu | Amberg-Sulzbach           | Jih                      | Cham          | Růžice kompasu |
| Růžice kompasu | Neumarkt in der Oberpfalz | Řezno                    |               | Růžice kompasu |

## Historie

### Okresní soudy
V roce 1803 byly na území dnešního okresu založeny okresní soudy Burglengenfeld, Nabburg a Neunburg vorm Wald. Patřily k Rezenskému kraji, který byl v roce 1838 přejmenován na Horní Falc a Řezno (později jen Horní Falc). V roce 1840 byl ve městě Oberviechtach zřízen další okresní soud.

### Okresní úřady
Okresní úřad Burglengenfeld byl vytvořen v roce 1862 z okresních obvodů v Burglengenfeldu a Schwandorfu, přičemž okresní soud ve Schwandorfu byl nově vytvořen z 19 obcí sousedního okresního soudu v Burglengenfeldu. Další okresní úřad Nabburg byl vytvořen ze stejnojmenného okresního soudu a okresní úřad Neunburg vorm Wald z okresních soudů Neunburg vorm Wald a Oberviechtach. V roce 1900 byl zřízen samostatný okresní úřad pro oblast Oberviechtach. V roce 1920 se Schwandorf stal městem s okresním statutem a opustil okresní úřad Burglengenfeld. V roce 1926 byl okresní úřad Nabburg mírně změněn integrací tří komunit z okresního úřadu Vohenstrauß, a  zároveň byly pravomoci okresního úřadu Nabburg přeneseny na okresní úřad Amberg.

### Zemské okresy
1. ledna 1939, stejně jako všude jinde v Německé říši, bylo zavedeno označení Landkreis (zemské okresy). Zemskými okresy se staly okresy Burglengenfeld, Nabburg, Neunburg vorm Wald a Oberviechtach.
V roce 1940 byl Schwandorf začleněn do okresu Burglengenfeld, v roce 1948 se Schwandorf opět osamostatnil.

### Zemský okres Schwandorf
V rámci regionální reformy v Bavorsku byl 1. července 1972 nově upraven zemský okres Schwandorf: 
- dříve autonomní okresní město Schwandorf v Bavorsku, které získalo status velkého okresního města
- všechny obce rozpuštěného okresu Burglengenfeld s výjimkou devíti obcí, které přešly do katastrů okresů Amberg-Sulzbach a Řezno
- všechny obce rozpuštěného okresu Nabburg s výjimkou obce Kemnath am Buchberg, která přešla do okresu Amberg-Sulzbach
- všechna obce rozpuštěného okresu Neunburg vorm Wald s výjimkou obcí Großenzenried, Hillstett a Pillmersried, které přešly do okresu Cham
- všechna obce rozpuštěného okresu Oberviechtach s výjimkou obcí Altenschneeberg, Hannesried, Heinrichskirchen, Irlach a Schönau, které přešly do okresu Cham
- obec Wulkersdorf z okresu Řezno
- město Nittenau a obce Bleich, Bruck in der Oberpfalz, Fischbach a Kaspeltshub

1. května 1973 dostal okres svůj název, který platí dodnes, tedy okres Schwandorf bez dodatku v Bavorsku, protože okresní město mezitím také doplnění Schwandorf im Bayern zrušilo. 

## Hospodářství a doprava
V Atlasu budoucnosti z roku 2016 se okres Schwandorf umístil na 179. místě ze 402 okresů, městských sdružení a nezávislých měst v Německu, a je proto jedním z regionů s „vyváženou kombinací rizik a příležitostí“ pro budoucnost.

### Doprava

#### Silniční tahy
Federální dálnice A 93 z Hofu přes Weiden do Řezna vede okresem Schwandorf od Wernberg-Köblitz až do Maxhütte-Haidhof. Další federální dálnice A 6, která spojuje Norimberk s Prahou, prochází severní částí okresu od Woppenhofu do Fensterbachu. Na území okresu se nachází křížení těchto dvou dálnic Kreuz Oberpfalzer Wald. 
Okresem dále prochází důležitá federální silnice B 85 (známá také jako Bayerwaldautobahn), která spojuje Amberg s Koubou, napojuje také Schwandorf. Okresem vedou také federální dálnice B 15 (ze Schwandorfu do Řezna), B 16 (z Řezna do Rodingu, napojuje Nittenau) a B 22 (z Weidenu do Kouby).

#### Železniční doprava
V okresním městě Schwandorf vznikl po Řeznu nejdůležitější železniční uzel v Horní Falci. Kříží se zde dvě hlavní železnice, které v 19. století postavila AG der Bayerische Ostbahnen.
V roce 1859 vedla linka z Řezna přes Schwandorf do Ambergu a dále do Norimberku. Z této tratě vznikly odbočky:
- 1861 ze Schwandorfu vedla trať na východ přes Bodenwöhr do Furth im Wald a dále do Čech
- 1863 ze stanice Irrenlohe železnice směřovala v údolí Náby na sever přes Nabburg do Weidenu

O třicet let později přidaly Bavorské státní dráhy do sítě čtyři místní železnice:
- 1896 z Bodenwöhr Nord do Neunburg vorm Wald a dále v roce 1915 do Rötz
- 1899 z Maxhütte-Haidhof do Burglengenfeldu
- 1904 z Nabburgu do Oberviechtach, která pokračovala v roce 1913 do Schönsee
- 1907 z Bodenwöhr Nord do Nittenau.

Osobní doprava na těchto lokálních tratích byla přerušena v letech 1955–1976. Síť původních tras se tak zkrátila o 68 km ze 157 km na 89 km, konkrétně:
- 1955: Bodenwöhr Nord - Bruck - Nittenau 11 km
- 1967: Maxhütte-Haidhof - Burglengenfeld 7 km
- 1969: Bodenwöhr North - Neunburg vorm Wald - Rötz 24 km
- 1976: Nabburg - Oberviechtach - Lind - Schönsee 46 km

Stanice Schwandorf je nyní výchozím bodem regionálních vlaků, které jsou provozovány hornofalckou železniční společšností Länderbahn: V údolí Náby z Marktredwitz přes Weiden do Řezna a na východ do Furth a Lam.

### Podnikání
Na úrovni bavorských okresů je okres Schwandorf z hlediska daňových příjmů nesporným vítězem v Horní Falci, je dokonce srovnatelný s okresy v okolí Mnichova. V okrese působí 130 velkých průmyslových společností s více než 15 000 pracovními místy. Největším zaměstnavatelem ve Schwandorfu je v současné době Meiller direct GmbH. Benteler je dalším velkým zaměstnavatelem. Inovační park Wackersdorf se nachází asi 50 km severně od Řezna uprostřed jezerní oblasti Horní Falc. V areálu, který byl v 80. letech plánován pro stavbu jaderné elektrárny, tvoří v areálu Wackersdorf Innovation Park s přibližně 2700 zaměstnanci kromě společnosti BMW AG také devět dodavatelů výroby a tři servisní společnosti. Pobočka společnosti Läpple AG s přibližně 800 zaměstnanci sídlí v Teublitz.

## Ochrana přírody
V okrese Schwandorf  je Bavorským státním úřadem pro životní prostředí (stav k srpnu 2016) zřízeno pět chráněných přírodních rezervací, 17 chráněných krajinných oblastí, 16 významných přírodních památek a nejméně 63 geotopů.

## Označení vozidel
1. července 1956 bylo samostatnému městu Schwandorf přiděleno poznávací označení SAD, když byly zavedeny poznávací značky. SPZ SAD se pro okres vydává od roku 1972. Od 10. července 2013 jsou k dispozici také rozlišovací značky BUL (Burglengenfeld), NAB (Nabburg), NEN (Neunburg vorm Wald), OVI (Oberviechtach) a ROD (Roding).